# Instituto de tecnología de Kyushu
Instituto de tecnología de Kyushu (九州 工業 大学 Kyūshū Kogyo Daigaku?) es una de las 87 universidades nacionales en Japón. Situado en la prefectura de Fukuoka en la isla de Kyushu, que se dedica a la educación y la investigación en los campos de la ciencia y la tecnología. A menudo se abrevia KIT (en inglés) o IKT, y a veces como Kyutech.
El fundador fue Matsumoto Kenjiro, el segundo hijo de Yasukawa Keiichiro, y los vínculos con la Yaskawa Electric Corporation (fundada en 1915) siguen siendo fuertes en la actualidad. El centenario de la apertura del campus Tobata se celebró en el 2009, con el Día del Fundador, el 28 de mayo de 2009.
Uno de los alumnos graduados más famosos es "El Sr. Tornado", el investigador de severas tormentas a nivel mundial Tetsuya "Ted" Fujita. Se graduó en 1943 y fue profesor adjunto hasta 1953, cuando fue invitado a la Universidad de Chicago.

## Historia

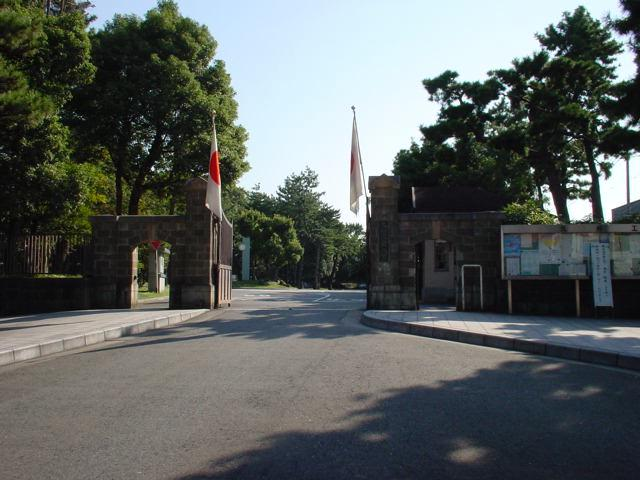
ITK puerta principal del campus Tobata (Seimon) con las banderas a cabo en un día de fiesta nacional

A la universidad se le concedió permiso del gobierno para ser fundada en 1907 como una escuela de formación privada para los ingenieros llamada Meiji Senmon Gakko (Escuela Vocacional Meiji), hacia el final del periodo Meiji. El primer campus abrió sus puertas en Tobata en 1909, y por lo tanto el centenario de la universidad se celebró en 2009.
El ITK se convirtió en una universidad nacional japonesa el 31 de mayo de 1949, y, desde el 1 de abril de 2004 se ha incorporado como una corporación universitaria nacional bajo una nueva ley que se aplica a todas las universidades nacionales.
En 1995, el Laboratorio de Empresas Venture satélite fue inaugurada en el campus de Tobata.

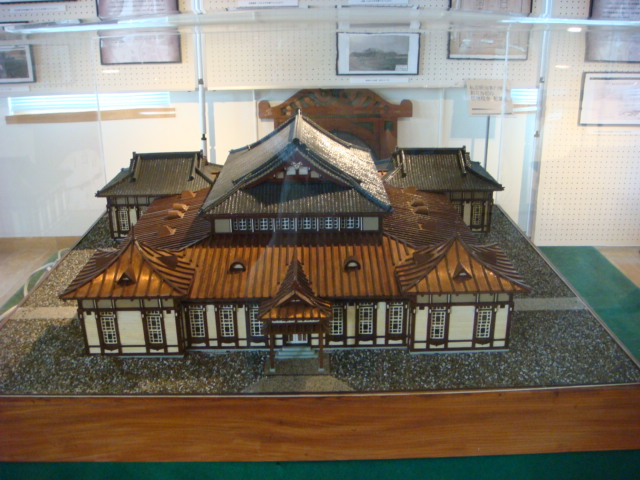
Modelo en escala del primer edificio de la escuela de 'Meiji Senmon Gakko en los archivos del ITK del campus de Tobata

El primer edificio de la escuela de  Meiji Senmon Gakko  fue fabricado en su totalidad de madera y diseñado por Tatsuno Kingo. También hay un modelo de 1/50 º escala del edificio en la exhibición en los archivos de la universidad en el campus de Tobata.

## Principios fundacionales
El primer presidente del ITK, Yamakawa Kenjiro estudió en la Universidad de Yale declaró que el objetivo de la escuela era producir "señores bien versados en las habilidades tecnológicas" (Gijutsu ni TANNO naru shikunshi). Hoy en día la universidad tiene como objetivo producir tanto damas y caballeros con estas habilidades, y goza de una alta reputación.
El día de su fundación es el 28 de mayo y coincide con la Batalla de Tsushima de 27 de mayo y 28 de mayo de 1905, la batalla naval decisiva en la guerra ruso-japonesa. El almirante Tōgō Heihachirō una vez visitó el ITK, y su visita se conmemora en los archivos de la escuela, como es la de Okuma Shigenobu.

## Tres campus de ITK
ITK tiene tres campus. Dos de ellos se encuentran en Kitakyushu y uno está en  Iizuka. Los tres están en la Prefectura de Fukuoka, Kyushu.

### Campus de Tobata (Kitakyushu)
Facultad de Ingeniería, Facultad de Ingeniería. Este es el campus más antiguo, inaugurado en 1909, fue diseñado por Tatsuno Kingo. Originalmente tenía tres departamentos: minería, la metalurgia y la ingeniería mecánica.

### Campus de Iizuka
Facultad de Ciencias de la Computación e Ingeniería de Sistemas. Este es el segundo campus, establecido en 1986 Los primeros alumnos fueron admitidos en 1987.

### Campus de Wakamatsu (Kitakyushu)
Escuela Superior de Ciencias de la Vida e Ingeniería de Sistemas. Este es el nuevo campus, establecido en abril de 2001.

## Asociaciones internacionales
ITK tiene acuerdos de colaboración con varias universidades extranjeras, incluyendo la Universidad de Surrey (Reino Unido) y la Universidad de Old Dominion (EE. UU.).

## Profesores notables
- Tatsuo Endo - profesor emérito, "Mr. Rainflow"

## Alumnos notables
- Tetsuya Fujita - investigador de tormentas severas